# Houstonia (Misuri)
Houstonia es una ciudad ubicada en el condado de Pettis en el estado estadounidense de Misuri. En el Censo de 2010 tenía una población de 220 habitantes y una densidad poblacional de 429 personas por km².

## Geografía
Houstonia se encuentra ubicada en las coordenadas 38°53′58″N 93°21′34″O / 38.89944, -93.35944. Según la Oficina del Censo de los Estados Unidos, Houstonia tiene una superficie total de 0.51 km², de la cual 0.51 km² corresponden a tierra firme y (0%) 0 km² es agua.

## Demografía
Según el censo de 2010, había 220 personas residiendo en Houstonia. La densidad de población era de 429 hab./km². De los 220 habitantes, Houstonia estaba compuesto por el 97.73% blancos, el 0.45% eran afroamericanos, el 0.45% eran amerindios, el 0.91% eran asiáticos, el 0% eran isleños del Pacífico, el 0% eran de otras razas y el 0.45% pertenecían a dos o más razas. Del total de la población el 0.45% eran hispanos o latinos de cualquier raza.